# Myodocarpus fraxinifolius
Myodocarpus fraxinifolius là một loài thực vật có hoa trong họ Myodocarpaceae. Loài này được Brongn. & Gris mô tả khoa học đầu tiên năm 1865, công bố trong Bulletin de la Société Botanique de France. Paris, 1866.